# Sweltsa tamalpa
Sweltsa tamalpa är en bäcksländeart som först beskrevs av William Edwin Ricker 1952.  Sweltsa tamalpa ingår i släktet Sweltsa och familjen blekbäcksländor. Inga underarter finns listade i Catalogue of Life.